# Ma fille ne fait pas ça

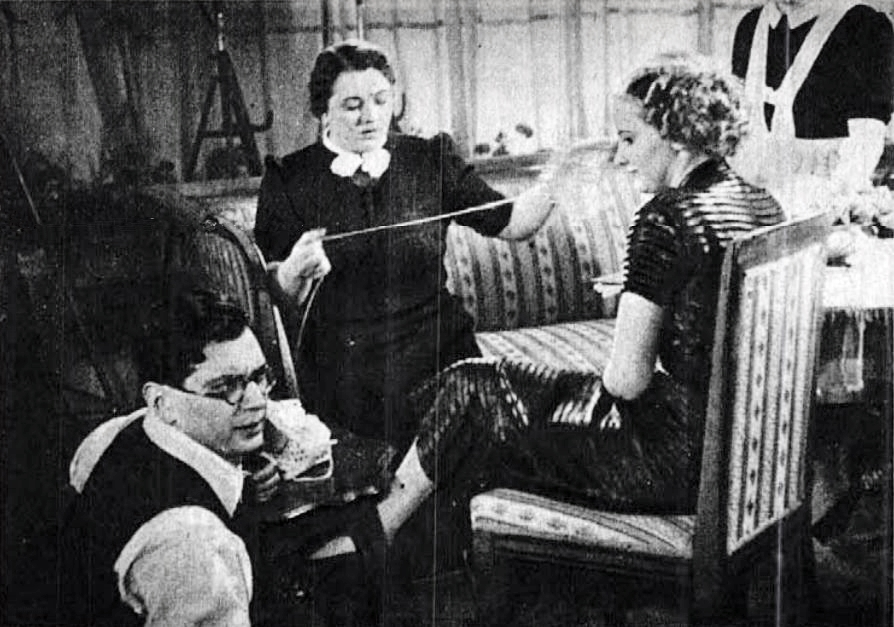
Photo prise lors du tournage du film, avec le réalisateur à gauche.

Ma fille ne fait pas ça (titre original Az én lányom nem olyan) est un film hongrois réalisé par Ladislas Vajda et sorti en 1937.

## Fiche technique
- Titre original Az én lányom nem olyan
- Réalisation : Ladislas Vajda (sous le nom de « Vajda László »)
- Scénario : Károly Nóti  d'après une pièce de Kálmán Csathó
- Production : Harmónia Film
- Photographie : Andor Vidor
- Musique : Sándor Szlatinay
- Montage : József Szilas
- Durée : 100 minutes
- Date de sortie: 14 novembre 1937

## Distribution
- József Bihari : Tûzoltó
- István Egri : Társaságbeli fiatalember
- László Földényi : Bártulajdonos
- Zoltán Greguss : Fekete Ferenc
- Margit Ladomerszky : Katinka anyja
- Zoltán Makláry (en) : Pénzbeszedõ
- Erzsi Pártos : Teréz
- Mariska Vízváry
- Imre Ráday